# 1463 az irodalomban
Az 1463. év az irodalomban.

## Születések
- február 24. – Giovanni Pico della Mirandola itáliai reneszánsz humanista gondolkodó, filozófus († 1494)
- 1463 – Ilija Crijević raguzai horvát humanista költő († 1520)

## Halálozások
- június 4. – Flavio Biondo itáliai humanista, történetíró és földrajztudós (*  1388 vagy 1392)
- 1463 után – François Villon, a középkor végének legismertebb francia költője (* 1431 körül)